# Archet courbe

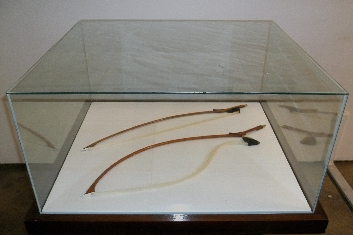
L'archet BACH pour violoncelle

L'archet courbe (appelé parfois archet polyphonique) est un modèle particulier d'archet pour les instruments à cordes tels que le violon, l'alto, le violoncelle et la contrebasse.

## Principe
L'archet courbe permet aussi bien le jeu monophonique que polyphonique sur un instrument à cordes et il devient ainsi possible de jouer trois ou même quatre voix simultanément tout en changeant avec souplesse d'une combinaison à l'autre, alors que l'archet habituel ne peut être en contact, au maximum, qu'avec deux cordes rapprochées. Pour cela, la convexité de la baguette est suffisamment accentuée et la hausse est équipée d'un mécanisme de levier qui permet de tendre et de détendre les crins à volonté.

## Évolution

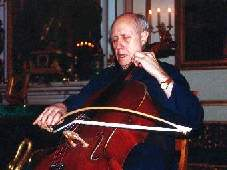
Mstislav Rostropovitch avec l'archet BACH 1999

La pratique de la polyphonie sur les instruments à cordes frottées est attestée depuis la Renaissance, notamment chez le célèbre virtuose de lira da braccio Alessandro Striggio (1540-1592). Striggio captivait son auditoire par ses exécutions à quatre voix réellement simultanées sur son instrument. L'idée fut reprise par les violonistes Biagio Marini (1594-1663), Johann Jakob Walther (c.1650-1717), Johann Paul von Westhoff (1656-1705), Nicolaus Bruhns (1665 -1697) et Niccolò Paganini (1782-1840) dont les notations à quatre voix simultanées ont été documentées par Philippe Borer.
Depuis la parution, en 1905, de l'ouvrage d'Albert Schweitzer sur J.S.Bach, la question de l'archet courbe a été l'objet de vives controverses. Le démarche première de Schweitzer s'appuyait sur son expérience et sa sensibilité d'interprète. 
Faisant contrepoids au rejet de certains musicologues (notamment D. Boyden)[précision nécessaire], deux textes font le point sur le sujet. Il s'agit du livre du violoniste Rudolf Gaehler intitulé Der Rundbogen für Violine - ein Phantom? (« L'Archet courbe pour le violon - un revenant ? »), ainsi que de l'article du violoncelliste Michael Bach consacré aux Suites pour violoncelle seul de J. S. Bach paru dans la revue allemande Das Orchester. 
En 1990, Michael Bach a inventé un archet courbe pour le violon, alto, violoncelle et contrebasse . Il le nomme « BACH.Bogen » (« l'archet BACH »). Pendant les années 1997 à 2001, Mstislav Rostropovitch avait coopéré à la conception d'archet Bach qu'il s'emploie à tester tout en méditant les nouvelles implications au niveau de la technique instrumentale . En 2001, il avait invité Michael Bach à présenter son archet courbe à l'occasion du 7e Concours de violoncelle Rostropovitch à Paris . En 2012, à Arnstadt (Allemagne), lors de l'exposition « Bachläufe - les traces de Johann Sebastian Bach à l'époque contemporaine », le premier prix a été attribué à l'archet BACH.

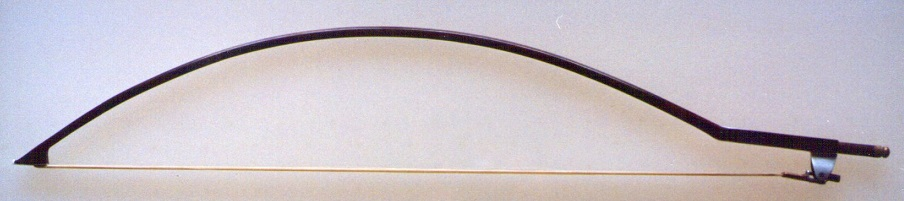
Archet courbe de Rolph Schroeder

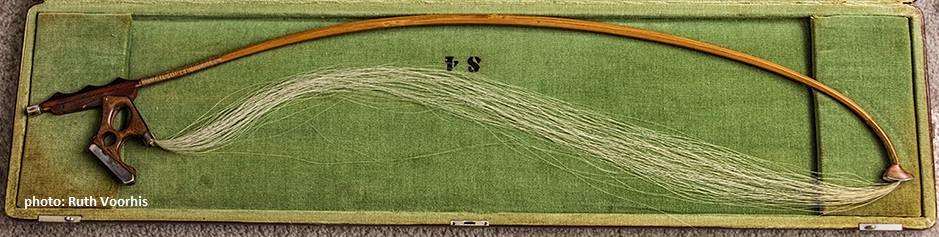
VEGA BACH BOW de Tossy Spivakovsky

John Cage, Dieter Schnebel, Walter Zimmermann  et Hans Zender  ont composé des œuvres pour violoncelle et archet courbe.